# Kostelní Radouň
Kostelní Radouň är en ort i Tjeckien.   Den ligger i regionen Södra Böhmen, i den centrala delen av landet, 100 km söder om huvudstaden Prag. Kostelní Radouň ligger 515 meter över havet och antalet invånare är 261.
Terrängen runt Kostelní Radouň är platt, och sluttar söderut.Runt Kostelní Radouň är det ganska tätbefolkat, med 129 invånare per kvadratkilometer. Närmaste större samhälle är Jindřichův Hradec, 9,0 km söder om Kostelní Radouň. Omgivningarna runt Kostelní Radouň är en mosaik av jordbruksmark och naturlig växtlighet.